# Chris Hayes (journaliste)
Pour les articles homonymes, voir Chris Hayes.
Christopher L. Hayes, dit Chris Hayes, né le 28 février 1979 à New York, est un journaliste de presse et de télévision américain. Il anime sur MSNBC All In with Chris Hayes, émission d'information quotidienne diffusée en première partie de soirée. Il a précédemment animé sur la même chaîne Up with Chris Hayes diffusée le samedi matin.

## Biographie
Il a collaboré à la revue politique américaine, de sensibilité de gauche, The Nation. Il a été consultant pour la chaîne télévisée d'information en continu MSNBC. Il a été le journaliste remplaçant de Keith Olbermann dans Countdown with Keith Olbermann, lorsque celle-ci était diffusée sur MSNBC, et de Rachel Maddow dans The Rachel Maddow Show, deux émissions-phare de MSNBC.

## Essais
- Twilight of the Elites: America After Meritocracy, Crown Publishing Group, 2012